# Schweizer Meisterschaften im Skilanglauf 1981
Die Schweizer Meisterschaften im Skilanglauf 1981 fanden vom 1. Februar 1981 bis zum 8. Februar 1981 in Gonten und in Urnäsch statt. Ausgetragen wurden bei den Männern die Distanzen 15 km, 30 km und 50 km die 4 × 10 km Staffel. Bei den Frauen fanden die Distanzen 5 km, 10 km und 20 km, sowie die 4 × 5 km Staffel statt. Erfolgreichster Skilangläufer war der Obergomser Konrad Hallenbarter, der neben zwei Einzelrennen (15 km und 30 km) auch mit der Obergomser Staffel gewann. Zudem wurde er im 50-km-Lauf Zweiter hinter Franz Renggli. Bei den Frauen waren die Pontresiner Brigitte Stebler und Karin Thomas am erfolgreichsten mit je einen Einzeltitel und den Sieg in der Staffel.

## Männer

### 50 km
| Platz | Name                | Verein                  | Zeit (std) |
| ----- | ------------------- | ----------------------- | ---------- |
| 01    | Franz Renggli       | Grenzwachtkorps Splügen | 2:25:11,04 |
| 02    | Konrad Hallenbarter | SC Obergoms             | 2:28:08,55 |
| 03    | Heinz Gähler        | Grenzwachtkorps Splügen | 2:30:22,44 |
| 04    | André Rey           | Les Cetnets             | 2:33:52,95 |
| 05    | Fabrizio Valentini  | Grenzwachtkorps Splügen | 2:36:08,61 |
| 06    | Joos Ambühl         | SC Davos                | 2:36:21,21 |
| 07    | Alois Kälin         | SC Einsiedeln           | 2:36:46,56 |
| 08    | Pierre-Eric Rey     | Les Cetnets             | 2:37:41,31 |
| 09    | Claudy Rosat        | La Brevine              | 2:38:36,85 |
| 10    | Pius Schnider       | Flühli                  | 2:39:24,27 |

Datum: Sonntag, 1. Februar 1981 in Gonten

Das erste Rennen der Meisterschaft mit 79 Läufer, gewann der Splügener Grenzwächter Franz Renggli mit fast drei Minuten Vorsprung auf den bis dahin international erfolgreichsten Schweizer der Saison 1980/81 Konrad Hallenbarter und fünf Minuten Vorsprung auf den Splügener Heinz Gähler. Es war sein zweiter Schweizer Meistertitel nach seinem Sieg im Jahr 1976 über 15 km.

### 15 km
| Platz | Name                | Verein                  | Zeit (min) |
| ----- | ------------------- | ----------------------- | ---------- |
| 01    | Konrad Hallenbarter | SC Obergoms             | 44:47,53   |
| 02    | Franz Renggli       | Grenzwachtkorps Splügen | 45:11      |
| 03    | Alfred Schindler    | Linthal                 | 45:42      |
| 04    | Francis Jacot       | La Sagne                | 45:50      |
| 05    | Heinz Gähler        | Grenzwachtkorps Splügen | 45:58      |
| 06    | Markus Fähndrich    | Horw                    | 46:05      |
| 07    | Gaudenz Ambühl      | SC Davos                | 46:15      |
| 08    | Roland Mercier      | Le Locle                | 46:25      |
| 09    | Joos Ambühl         | SC Davos                | 47:06      |
| 10    | Sylvain Guernat     | La Chaux-de-Fonds       | 47:10      |

Datum: Mittwoch, 4. Februar 1981 in Urnäsch

Vorjahressieger Konrad Hallenbarter konnte nach seinem zweiten Platz drei Tage zuvor beim 50-km-Lauf seinen Titel verteidigen mit 24 Sekunden Vorsprung auf Franz Renggli.

### 30 km
| Platz | Name                | Verein                  | Zeit (std) |
| ----- | ------------------- | ----------------------- | ---------- |
| 01    | Konrad Hallenbarter | SC Obergoms             | 1:28:42,58 |
| 02    | Paul Grünenfelder   | Mels                    | 1:29:09    |
| 03    | Alfred Schindler    | Linthal                 | 1:32:33    |
| 04    | Josef Grünenfelder  | Mels                    | 1:34:05    |
| 05    | Alois Oberholzer    | Einsiedeln              | 1:35:17    |
| 06    | Pius Schneider      | Flühli                  | 1:35:42    |
| 07    | Heinz Gähler        | Grenzwachtkorps Splügen | 1:35:51    |
| 08    | Fritz Pfeuti        | Sangernboden            | 1:36:03    |
| 09    | Edgar Brunner       | Horw                    | 1:37:41    |
| 10    | Andy Grünenfelder   | Domat-Ems               | 1:38:09    |

Datum: Freitag, 6. Februar 1981 in Urnäsch

Auch dieses Rennen gewann der beste Schweizer Skilangläufer der Saison Konrad Hallenbarter mit 37 Sekunden auf dem Melser Paul Grünenfelder. Aufgrund der schwierigen Witterungsverhältnisse kam es zu überraschende Platzierungen, da die Nationalmannschaftsläufer wegen Vertragsverhältnissen das Material nicht wechseln durften. Der Mitfavorit Franz Renggli belegte mit 12 Minuten und 19 Sekunden Rückstand nur den 21. Platz. Der mehrfache Schweizer Meister Edi Hauser errang den 15. Platz.

### 4 × 10 km Staffel
| Platz | Namen                                                            | Verein                  | Zeit (std) |
| ----- | ---------------------------------------------------------------- | ----------------------- | ---------- |
| 01    | Elmar Chastonay Edi Hauser Hans-Ueli Kreuzer Konrad Hallenbarter | SC Obergoms             | 2:05:20    |
| 02    | Anton Egger Venanz Egger Max Neuhaus Hans Puerro                 | Plasselb                | 2:08:40    |
| 03    | Kurt Fähndrich Edgar Brunner Walter Brunner Markus Fähndrich     | Horw                    | 2:09:46    |
| 04    | Joos Ambühl Beat Stiffler Hans-Luzi Kindschi Gaudenz Ambühl      | SC Davos                | 2:10:03    |
| 05    | Peter Gallmann Fabrizio Valentini Heinz Gähler Franz Renggli     | Grenzwachtkorps Splügen | 2:11:11    |
| 06    | Ulrich Wenger Battista Bovisi Marius Beyeler Fritz Pfeuti        | Sangernboden            | 2:11:14    |

Datum: Sonntag, 8. Februar 1981 in Urnäsch

## Frauen

### 20 km
| Platz | Name               | Verein                | Zeit (std) |
| ----- | ------------------ | --------------------- | ---------- |
| 01    | Brigitte Stebler   | SC Bernina Pontresina | 1:06:13,13 |
| 02    | Monika Germann     | Frutigen              | 1:06:50,07 |
| 03    | Gaby Scheidegger   | Zürich-Altstetten     | 1:07:48,29 |
| 04    | Karin Thomas       | SC Bernina Pontresina | 1:08:18,52 |
| 05    | Christine Brügger  | Lachen                | 1:08:48,61 |
| 06    | Käthi Aschwanden   | Isenthal              | 1:09:11,23 |
| 07    | Annegret Schindler | Linthal               | 1:10:33,11 |
| 08    | Heidi Brunner      | St. Moritz            | 1:12:09,83 |
| 09    | Rosmarie Kurz      | Winterthur            | 1:12:10,02 |
| 010   | Christine Stebler  | Pontresina            | 1:14:38,24 |

Datum: Sonntag, 1. Februar 1981 in Gonten

Das Rennen über 20 km gewann erstmals die 21-jährige Studentin Brigitte Stebler. Die Läuferinnen Goerel Bieri, Evi Kratzer, sowie die Vorjahressiegerin Cornelia Thomas waren nicht am Start.

### 5 km
| Platz | Name                | Verein                | Zeit (min) |
| ----- | ------------------- | --------------------- | ---------- |
| 01    | Karin Thomas        | SC Bernina Pontresina | 16:54,06   |
| 02    | Monika Germann      | Frutigen              | 17:14      |
| 03    | Käthi Aschwanden    | Isenthal              | 17:27      |
| 04    | Brigitte Stebler    | SC Bernina Pontresina | 17:47      |
| 05    | Doris Süess         | Giswil                | 18:00      |
| 06    | Annegreth Schindler | Linthal               | 18:03      |
| 07    | Anita Zanolari      | Pontresina            | 18:29      |
| 08    | Barbara Giovanoli   | St. Moritz            | 18:34      |
| 09    | Barbara Strupler    | Bern                  | 18:47      |
| 010   | Annelies Lengacher  | Thun                  | 18:50      |

Datum: Mittwoch, 4. Februar 1981 in Urnäsch

### 10 km
| Platz | Name                | Verein            | Zeit (min) |
| ----- | ------------------- | ----------------- | ---------- |
| 01    | Käthi Aschwanden    | Isenthal          | 38:09,80   |
| 02    | Christine Brügger   | Lachen            | 39:48      |
| 03    | Annegreth Schindler | Linthal           | 40:03      |
| 04    | Monika Germann      | Frutigen          | 40:12      |
| 05    | Gaby Scheidegger    | Zürich-Altstetten | 40:47      |
| 06    | Karin Thomas        | Pontresina        | 40:51      |
| 07    | Marianne Huguenin   | La Brévine        | 41:22      |
| 08    | Irene Spögler       | Zermatt           | 41:38      |
| 09    | Loraine Yersin      | Château-d’Oex     | 41:56      |
| 010   | Aria Repo           | Einsiedeln        | 42:53      |

Datum: Freitag, 6. Februar 1981 in Urnäsch

### 3 × 5 km Staffel
| Platz | Namen                                             | Verein                      | Zeit (min) |
| ----- | ------------------------------------------------- | --------------------------- | ---------- |
| 01    | Brigitte Stebler Cornelia Thomas Karin Thomas     | SC Bernina Pontresina       | 54:03      |
| 02    | Barbara Giovanoli Heidi Brunner Evi Kratzer       | Alpina St. Moritz           | 56:22      |
| 03    | Heidi Niederberger Doris Süess Käthi Aschwanden   | Zentralschweizer Skiverband | 56:43      |
| 04    | Karin Knecht Ursula Bösch Ursi Reiss              | Bündner Skiverband          | 59:20      |
| 05    | Anita Zanolari Christine Stebler Claudia Caviezel | SC Pontresina II            | 59:38      |

Datum: Sonntag, 8. Februar 1981 in Urnäsch